# ルース・ハークネス

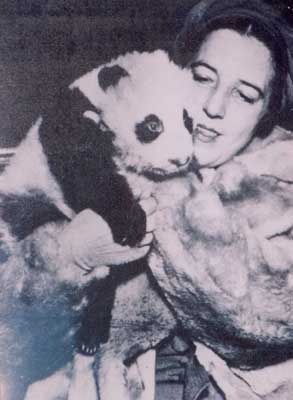
子パンダのスーリンをアメリカに連れて帰るルース・ハークネス

ルース・ハークネス（Ruth Elizabeth Harkness、1900年9月21日-1947年7月20日）はアメリカに初めてジャイアントパンダを連れて帰ったアメリカの探検家。もともとは服飾デザイナーであった。
ハークネスはペンシルバニア州のタイタスビルで生まれた。1934年に、夫ビル・ハークネスはパンダを探すため中国を訪れたが、1936年初めに上海で喉頭がんでなくなった。当時ニューヨークに住んでいたルースは、夫の探検を継ぐことを決めた。
ハークネスは上海を訪れ、中国系アメリカ人の探検家クエンティン・ヤンの助けを得て、パンダ探しを開始した。重慶、成都を通過後、チームは山岳地帯に到着し、1936年11月9日に、彼らは生後9週の子パンダに遭遇し、捕獲した。その子パンダはヤンの義理の姉の名前をとってスーリンと名付けられた。ハークネスは上海とアメリカへ戻る道中、スーリンを人工ミルクで育て、檻でも鎖でもなく彼女の腕で抱えて連れて帰った。 
パンダはアメリカの新聞等で大評判となり、最終的にシカゴのブルックフィールド動物園に落ち着いた。
その後、ハークネスは2回目のジャイアントパンダ探しを開始し、2頭目となるメイメイを1937年に連れて帰った。彼女は3回目かつ最後の遠征ではジャイアントパンダを連れて帰らなかった。3回目では、すでに捕獲していたパンダを山に帰し、戻らぬよう数日様子を見た。他の動物園も手に入れようとする動きが出、ハンターによる捕獲活動が活発な時期のことであった。
スーリンとの冒険についての彼女の本「The Lady and the Panda」の成功の後、ハークネスはペルーを旅し、著書「Pangoan Diary」においてその冒険をつづり、さらに、メキシコを旅し、Gourmet magazineに寄稿した。
1947年にピッツバーグのホテルに滞在中、急性胃腸炎で亡くなった。
2001年に彼女の探検についての映画「China: The Panda Adventure」が製作されている。

## 著作
- The Lady and the Panda : an Adventure, Carrick & Evans, New York, 1938.
- The Baby Giant Panda, Carrick & Evans, New York, 1938.
- Pangoan Diary, 1942.  A treatise on Peruvian Indians.
- "Mexican Mornings" Gourmet, February 1947.